# Guillaume Joli
Guillaume Joli (Lyon, 1985. március 27. –) olimpiai, világ- és Európa-bajnok francia válogatott kézilabdázó, jelenleg a Dunkerque HBGL játékosa.

## Pályafutása
Joli felnőtt szinten 2004-ben a Chambéry HB-nál kezdett kézilabdázni. Ezzel a csapattal nemzetközi szinten az EHF-kupában és a Bajnokok Ligájában is játszhatott. 2005-ben 164 gólt szerzett a francia bajnokságban, amivel gólkirály lett, a következő szezonban pedig 105 gólt ért el, amivel a góllövőlista 9. helyén végzett. Jó formájának köszönhetően 2006 nyarán a válogatottban is bemutatkozhatott. 2010-től két szezont a spanyol BM Valladolidnál töltött, majd 2012-ben visszatért a francia bajnokságba, a Dunkerque HBGL játékosa lett. Ezzel a csapattal nyert 2014-ben francia bajnokságot. Két szezont a Bundesligában is eltöltött a HSG Wetzlar csapatában, majd 2016-tól újra a Dunkerque HBGL-nél kézilabdázik.
2006-os válogatottbeli bemutatkozása óta több világversenyen is részt vett a francia csapat tagjaként. Részese volt három világbajnoki, két európa-bajnoki győzelemnek, valamint tagja volt a 2012-es londoni olimpián győztes válogatottnak is.

## Sikerei
- Olimpiai bajnok: 2012
- Világbajnokság győztese: 2009, 2011, 2015
- Európa-bajnokság győztese: 2010, 2014
- Francia bajnok: 2014